# Rupela cornigera
Rupela cornigera là một loài bướm đêm trong họ Crambidae.